# Екоклін
Екоклін (від еко … і грец. κlino — нахиляюся, схиляюся), 1) серія біотопів, генетично пристосованих до середовища, що змінюються всередині ареалу виду; 2) географічний градієнт структури рослинності, пов'язаний з одним або декількома змінними факторами середовища. Екокліни можуть мати як просторові, так і часові виміри. Локальний розгляд просторового екокліну призводить до т. зв. градієнтного аналізу (Уіттекер, 1967). Зміна чисельності організмів уздовж ряду градієнтів середовища описується двоноподібною кривою, що нагадує криву толерантності.